# Eugen Schlipf
Eugen Schlipf (* 10. März 1869 in Buchau; † 1943 in Stuttgart) war ein deutscher Bildhauer.

## Leben
Eugen Schlipf zog mit seinen Eltern im Alter von drei Jahren nach Biberach. Dort lernte er nach der Schule Zeichnen und Modellieren in der Tagesschule von Christian Glöckler. Später vervollständigte er seine Kenntnisse in Schwäbisch Gmünd, Stuttgart und München. Seine Lehrer waren Adolf von Donndorf und Wilhelm von Rümann. Anschließend arbeitete er fünf Jahre lang als Bildhauer bei der WMF in Geislingen, bevor er sich als Künstler in Stuttgart selbstständig machte. Neben Porträts, Reliefs und Grabdenkmälern schuf er dort auch Malereien. Im Museum Biberach befinden oder befanden sich von ihm eine Büste Kaiser Wilhelms II., eine Plakette mit den Porträts von Kaiser Wilhelm II. und Kaiser Franz Josef, eine Statue einer Tubabläserin, ein Porträtrelief Drei Geschwister sowie eine Porträt-Büste Alter Mann.